# Đường tỉnh 716B
Đường tỉnh 716B hay còn được gọi là cung đường ven biển Bàu Trắng – Phan Rí Cửa, là một cung đường ven biển tại tỉnh Bình Thuận, Việt Nam.
Đường tỉnh 716B có chiều dài là 25 km. Cung đường này là đường chính dẫn du khách từ Phan Thiết đến hồ nước ngọt Bàu Trắng và là đường tắt cho các xe hơi, xe du lịch đi tắt từ Phan Thiết ra Phan Rí Cửa sẽ gần hơn trên 20 km so với đường Quốc lộ 1. Điểm đầu của đường tỉnh 716B là tại ngã ba Bàu Trắng, xã Hòa Thắng, huyện Bắc Bình, nơi giao với đường tỉnh 716. Điểm cuối của đường tỉnh 716B là tại ngã tư Thống Nhất, thuộc thị trấn Phan Rí Cửa, huyện Tuy Phong. Đường có 6 làn xe, 4 làn xe dành cho xe 4 bánh và 2 làn xe dành cho xe 2 bánh. Tốc độ cho phép 90 km/h đối với xe 4 bánh và 60 km/h đối với xe 2 bánh, xe thô sơ. Con đường nằm trên 1 bãi sa mạc rộng lớn và khu du lịch sinh thái Bàu Trắng cũng nằm trên cung đường này.